# Samuel Holmén
Samuel Tobias Holmén (Annelund, 28 juni 1984) is een Zweeds voormalig betaald voetballer die doorgaans speelde als middenvelder. Tussen 2002 en 2021 was hij actief voor IF Elfsborg, Brøndby IF, Istanbul Başakşehir, Fenerbahçe, Bursaspor, Konyaspor, opnieuw Istanbul Başakşehir en opnieuw IF Elfsborg. Holmén maakte in 2006 zijn debuut in het Zweeds voetbalelftal en kwam uiteindelijk tot tweeëndertig interlandoptredens.

## Clubcarrière
Holmén speelde in de jeugdopleidingen van Annelunds IF en IF Elfsborg. Bij die laatste club brak hij ook door in het eerste elftal. De middenvelder werd al snel een vaste basisspeler en werd steeds belangrijker voor het elftal. Op 30 augustus 2007 verkaste hij naar Brøndby IF in Denemarken. Hij tekende voor vier jaar bij de club. Na drie jaar vertrok hij alweer. Het Engelse Burnley had interesse in zijn diensten, maar het werd Istanbul Başakşehir dat hem aantrok. Hij ondertekende een verbintenis tot medio 2013. Na het aflopen daarvan tekende hij bij Fenerbahçe SK. In het seizoen 2014/15 speelde hij op huurbasis bij Bursaspor. In de zomer van 2015 legde Konyaspor hem voor één jaar op huurbasis vast. Vanaf 2016 ging hij weer voor Istanbul Başakşehir spelen. Na een jaar keerde Holmén opnieuw terug naar een oude club, ditmaal naar IF Elfsborg. Na het aflopen van zijn verbintenis eind 2021 besloot Holmén op zevenendertigjarige leeftijd een punt te zetten achter zijn actieve loopbaan.

## Interlandcarrière
Holmén debuteerde in het Zweeds voetbalelftal op 15 november 2006, toen er in Le Mans met 0-1 werd gewonnen van Ivoorkust. De middenvelder begon op de bank en mocht van bondscoach Lars Lagerbäck vijf minuten voor tijd invallen voor Daniel Andersson. Zijn eerste doelpunt voor het nationale team scoorde hij op 13 januari 2008. Tijdens de 0-1 overwinning op Costa Rica scoorde Holmén de enige goal. Hij werd tevens opgenomen in de selectie voor het EK van 2012, waar hij met Zweden in de groepsfase werd uitgeschakeld.
| Interlands van Samuel Holmén voor Zweden | Interlands van Samuel Holmén voor Zweden | Interlands van Samuel Holmén voor Zweden | Interlands van Samuel Holmén voor Zweden | Interlands van Samuel Holmén voor Zweden | Interlands van Samuel Holmén voor Zweden | Interlands van Samuel Holmén voor Zweden |
| №                                        | Datum                                    | Wedstrijd                                | Uitslag                                  | Competitie                               | Goals                                    |                                          |
| Als speler bij IF Elfsborg               | Als speler bij IF Elfsborg               | Als speler bij IF Elfsborg               | Als speler bij IF Elfsborg               | Als speler bij IF Elfsborg               | Als speler bij IF Elfsborg               | Als speler bij IF Elfsborg               |
| ---------------------------------------- | ---------------------------------------- | ---------------------------------------- | ---------------------------------------- | ---------------------------------------- | ---------------------------------------- | ---------------------------------------- |
| 1                                        | 15 juni 2006                             | Ivoorkust – Zweden                       | 1 – 0                                    | Vriendschappelijk                        |                                          |                                          |
| 2                                        | 14 januari 2007                          | Venezuela – Zweden                       | 2 – 0                                    | Vriendschappelijk                        |                                          |                                          |
| 3                                        | 18 januari 2007                          | Ecuador – Zweden                         | 2 – 1                                    | Vriendschappelijk                        |                                          |                                          |
| 4                                        | 21 januari 2007                          | Ecuador – Zweden                         | 1 – 1                                    | Vriendschappelijk                        |                                          |                                          |
| Als speler bij Brøndby IF                |                                          |                                          |                                          |                                          |                                          |                                          |
| 5                                        | 13 januari 2008                          | Costa Rica – Zweden                      | 0 – 1                                    | Vriendschappelijk                        | 48'                                      |                                          |
| 6                                        | 19 januari 2008                          | Verenigde Staten – Zweden                | 2 – 0                                    | Vriendschappelijk                        |                                          |                                          |
| 7                                        | 6 februari 2008                          | Turkije – Zweden                         | 0 – 0                                    | Vriendschappelijk                        |                                          |                                          |
| 8                                        | 20 augustus 2008                         | Zweden – Frankrijk                       | 2 – 3                                    | Vriendschappelijk                        |                                          |                                          |
| 9                                        | 6 september 2008                         | Albanië – Zweden                         | 0 – 0                                    | WK 2010 kwalificatie                     |                                          |                                          |
| 10                                       | 10 september 2008                        | Zweden – Hongarije                       | 2 – 1                                    | WK-kwalificatie                          | 64'                                      |                                          |
| 11                                       | 11 oktober 2008                          | Zweden – Portugal                        | 0 – 0                                    | WK-kwalificatie                          |                                          |                                          |
| 12                                       | 19 november 2008                         | Nederland – Zweden                       | 3 – 1                                    | Vriendschappelijk                        |                                          |                                          |
| 13                                       | 24 januari 2009                          | Verenigde Staten – Zweden                | 3 – 2                                    | Vriendschappelijk                        |                                          |                                          |
| 14                                       | 28 januari 2009                          | Mexico – Zweden                          | 0 – 1                                    | Vriendschappelijk                        |                                          |                                          |
| 15                                       | 11 februari 2009                         | Oostenrijk – Zweden                      | 0 – 2                                    | Vriendschappelijk                        |                                          |                                          |
| 16                                       | 28 maart 2009                            | Portugal – Zweden                        | 0 – 0                                    | WK 2010 kwalificatie                     |                                          |                                          |
| 17                                       | 10 juni 2009                             | Zweden – Malta                           | 4 – 0                                    | WK 2010 kwalificatie                     |                                          |                                          |
| 18                                       | 12 augustus 2009                         | Zweden – Finland                         | 1 – 0                                    | Vriendschappelijk                        |                                          |                                          |
| 19                                       | 5 september 2009                         | Hongarije – Zweden                       | 1 – 2                                    | Vriendschappelijk                        |                                          |                                          |
| 20                                       | 9 september 2009                         | Malta – Zweden                           | 0 – 1                                    | WK 2010 kwalificatie                     |                                          |                                          |
| 21                                       | 10 oktober 2009                          | Denemarken – Zweden                      | 1 – 0                                    | WK 2010 kwalificatie                     |                                          |                                          |
| 22                                       | 20 januari 2010                          | Oman – Zweden                            | 0 – 1                                    | WK 2010 kwalificatie                     |                                          |                                          |
| 23                                       | 23 januari 2010                          | Syrië – Zweden                           | 1 – 1                                    | Vriendschappelijk                        |                                          |                                          |
| Als speler bij Istanbul BB               |                                          |                                          |                                          |                                          |                                          |                                          |
| 24                                       | 11 november 2011                         | Denemarken – Zweden                      | 2 – 0                                    | Vriendschappelijk                        |                                          |                                          |
| 25                                       | 29 februari 2012                         | Kroatië – Zweden                         | 1 – 3                                    | Vriendschappelijk                        |                                          |                                          |
| 26                                       | 30 mei 2012                              | Zweden – IJsland                         | 3 – 2                                    | Vriendschappelijk                        |                                          |                                          |
| 27                                       | 5 juni 2012                              | Zweden – Servië                          | 2 – 1                                    | Vriendschappelijk                        |                                          |                                          |
| 28                                       | 19 juni 2012                             | Frankrijk – Zweden                       | 0 – 2                                    | EK 2012                                  |                                          |                                          |
| 29                                       | 15 augustus 2012                         | Zweden – Brazilië                        | 0 – 3                                    | Vriendschappelijk                        |                                          |                                          |
| 30                                       | 6 september 2012                         | Zweden – China                           | 1 – 0                                    | Vriendschappelijk                        |                                          |                                          |
| 31                                       | 16 oktober 2012                          | Duitsland – Zweden                       | 4 – 4                                    | WK 2014 kwalificatie                     |                                          |                                          |
| 32                                       | 26 maart 2013                            | Slowakije – Zweden                       | 0 – 0                                    | Vriendschappelijk                        |                                          |                                          |

## Erelijst
| Competitie    |             |             |             |             |
| Competitie    | Aantal      | Jaren       |             |             |
| IF Elfsborg   | IF Elfsborg | IF Elfsborg | IF Elfsborg | IF Elfsborg |
| ------------- | ----------- | ----------- | ----------- | ----------- |
| Allsvenskan   | 1           | 2006        |             |             |
| Svenska Cupen | 1           | 2003        |             |             |
| Supercupen    | 1           | 2007        |             |             |
| Brøndby IF    |             |             |             |             |
| DBU Pokalen   | 1           | 2007/08     |             |             |
| Fenerbahçe    |             |             |             |             |
| Süper Lig     | 1           | 2013/14     |             |             |